# Ursus arctos gobiensis
L'orso del Gobi (Ursus arctos gobiensis Sokolov & Orlov, 1992) è una sottospecie di orso bruno che vive nel deserto del Gobi, in Mongolia.
Nel Libro Rosso Mongolo delle specie a rischio viene oggi classificato come «molto raro» e potrebbe trattarsi di una specie minacciata, dal momento che il basso numero di esemplari la rende vulnerabile a minacce esterne. Alcune stime ritengono che ne siano rimasti meno di 30.

## Tassonomia
Gli orsi del Gobi hanno una diversità genetica molto bassa, tra le più basse mai osservate in qualsiasi sottospecie di orso bruno. L'orso bruno nel deserto del Gobi della Mongolia sudoccidentale (indicato come l'orso del Gobi) è una delle popolazioni di orsi bruni più piccole e isolate al mondo. Livelli di diversità genetica simili a quelli degli orsi del Gobi sono stati riportati solo in una piccola popolazione di orsi bruni nei Pirenei al confine tra Spagna e Francia. L'orso del Gobi è l'unica popolazione di orsi bruni adattata a vivere in un ambiente desertico estremo e la sua distribuzione è diminuita del 60% dagli anni '70. La bassa diversità genetica è il risultato del fatto che gli orsi del Gobi hanno un rapporto tra i sessi molto distorto tra maschi e femmine. Ci sono circa 21 maschi a 8 femmine. Questa è la causa principale di una riproduzione e di una popolazione così basse. Inoltre, la ricerca ha dimostrato che c'è un basso numero di alleli per locus nel loro DNA. Ciò significa che il DNA dell'orso Gobi è fragile e quindi influisce sulla loro riproduzione.

## Descrizione
Per quanto riguarda le dimensioni sono più piccoli delle altre sottospecie di orso bruno, i maschi pesano circa 96–138 kg mentre le femmine 51-78. Si crede che questa popolazione sia la reliquia di un periodo caratterizzato da condizioni climatiche meno rigide.

## Distribuzione
La regione del Grande Gobi della Mongolia con l'82% dell'areale che rientra nella "Area strettamente protetta" della sezione A del Grande Gobi.

## Comportamento
Gli orsi del Gobi sono timidi ed elusivi, onnivori, e differiscono dalle altre varietà di orso bruno per avere arti anteriori più lunghi e mantelli dai toni dorati.
Gli orsi del Gobi mangiano principalmente radici, bacche e altre piante, a volte roditori; non ci sono prove che predano grandi mammiferi. La dieta di un orso del Gobi è solo circa l'8% di proteine animali.

## Conservazione
Nel 1959 fu vietata la caccia all'animale per preservare la sottospecie morente.
Questo numero è diminuito di quasi il sessanta per cento a causa della scarsità di cibo e acqua.
Dal 1985 è in vigore una misura di conservazione per l'orso del Gobi, che consiste in un programma di alimentazione supplementare, pellet contenenti grano (Triticum aestivum), mais (Zea mays), carote (Daucus carota sativus) e rape (Brassica rapa) fornito in primavera e in autunno presso mangiatoie situate vicino a pozze d'acqua selezionate in tutto il GGSPA A.
Recenti sondaggi hanno documentato solo 51 orsi nel 2022, un leggero aumento rispetto a una stima di 40 orsi nel 2017.